# Michaela Thaler
Michaela Thaler (1971) è un'ex sciatrice alpina austriaca.

## Biografia
L'unico risultato della carriera della Thaler fu la medaglia d'oro vinta nella combinata ai Campionati austriaci 1990; non ottenne piazzamenti in Coppa del Mondo né prese parte a rassegne olimpiche o iridate.

## Palmarès

### Campionati austriaci
- 1 medaglia[1]:
  - 1 oro (combinata nel 1990)